# Aliturus aberlenci
Aliturus aberlenci là một loài bọ cánh cứng trong họ Cerambycidae.